# Grand-Prix-Saison 1906
Mit der Austragung des ersten Grand Prix de l’ACF beginnt 1906 das Zeitalter der Grand-Prix-Rennen.
Nachdem die Austragungsbedingungen des vorangegangenen Gordon-Bennett-Cups von der französischen Automobilindustrie abgelehnt wurden, wurde mit dem Grand Prix in dieser Saison ein neues Format ins Leben gerufen, das unter den Herstellern der Automobilnationen für mehr Chancengleichheit sorgen sollte. Einem ähnlichen Zweck diente auch die Targa Florio auf Sizilien, für die jedoch andere Bestimmungen galten und die sich in den Folgejahren als eine Art Gegenentwurf zum "französischen" Grand Prix etablierte. Diese jeweils bedeutendsten Motorsportveranstaltungen wurden damals im allgemeinen Sprachgebrauch bereits (inoffiziell) als Grandes Épreuves bezeichnet.

## Rennkalender

### Grandes Épreuves

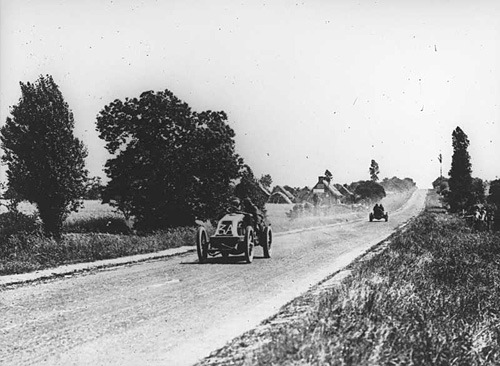
Ferenc Szisz bei seiner Siegesfahrt

|   | Datum      | Rennen               | Strecke | Sieger                 | Statistik |
| - | ---------- | -------------------- | ------- | ---------------------- | --------- |
| 1 | 26.–27.06. | Großer Preis des ACF | Le Mans | Ferenc Szisz (Renault) | Statistik |

### Weitere Rennen
| Datum  | Rennen                        | Strecke                       | Sieger                           | Statistik |
| ------ | ----------------------------- | ----------------------------- | -------------------------------- | --------- |
| 12.02. | Großer Preis von Kuba         | Havanna                       | Victor Demogeot (Darracq)        |           |
| 06.05. | Targa Florio                  | Grande circuito delle Madonie | Alessandro Cagno (Itala)         | Statistik |
| 13.08. | Ardennen-Rennen               | Bastogne                      | Arthur Duray (Lorraine-Dietrich) |           |
| 05.09. | Circuito Siciliano Vetturette | Palermo                       | Vincenzo Florio (De Dion-Bouton) |           |
| 22.09. | Vanderbilt Elimination Race   | Long Island                   | Joe Tracy (Locomobile)           |           |
| 27.09. | RAC Tourist Trophy            | Highroads Course              | Charles Rolls (Rolls-Royce)      | Statistik |
| 06.10. | Vanderbilt Cup                | Long Island                   | Louis Wagner (Darracq)           | Statistik |
| 12.11. | Coupe de l’Auto               | Rambouillet                   | Georges Sizaire (Sizaire-Naudin) |           |

## Rennergebnisse

### Grandes Épreuves

#### Grand Prix von Frankreich – Le Mans
| Platz | Fahrer         | Team           | Zeit          |
| ----- | -------------- | -------------- | ------------- |
| 1     | Ferenc Szisz   | Renault        | 12:14.07,0 h  |
| 2     | Felice Nazzaro | Fiat           | + 31.19,4 min |
| 3     | Albert Clément | Clément-Bayard | + 35.39,2 min |

Der Grand Prix von Frankreich wurde auf einem 103 km langen Rundkurs Circuit de la Sarthe bei Le Mans ausgetragen, der an zwei Tagen am 26. und 27. Juni 1906 insgesamt zwölf Mal umrundet werden musste. 32 Fahrer in zwölf verschiedenen Teams, darunter Renault, Brasier, Mercedes-Benz, Fiat und Itala traten an.
Der in Frankreich lebende Ungar Ferenc Szisz, früher Mechaniker von Louis Renault, übernahm in der vierten Runde die Führung. Nach sechs Runden wurde unterbrochen und am zweiten Tag starteten die Fahrer gemäß dem Zeitabstand des Vortags. Dank einer sicheren, autoschonenden Fahrweise verteidigte Szisz seine Führung und gewann mit 31 Minuten Vorsprung auf Felice Nazzaro.

### Weitere Rennen

#### Ardennen-Rennen – Bastogne
| Platz | Fahrer        | Team              | Zeit          |
| ----- | ------------- | ----------------- | ------------- |
| 1     | Arthur Duray  | Lorraine-Dietrich | 5:38.39,2 h   |
| 2     | René Hanriot  | Darracq           | + 01.41,8 min |
| 3     | Henri Rougier | Lorraine-Dietrich | + 11.32,2 min |

Am 13. August 1906 wurde erneut das Ardennen-Rennen ausgetragen. Es ist ein Rundstreckenrennen bei Bastogne, das schon seit 1902 veranstaltet wurde.
Im Jahr 1906 brachte das Rennen mit dem Sieg des Belgiers Arthur Durays erneut den Triumph eines französischen Fahrzeugs.

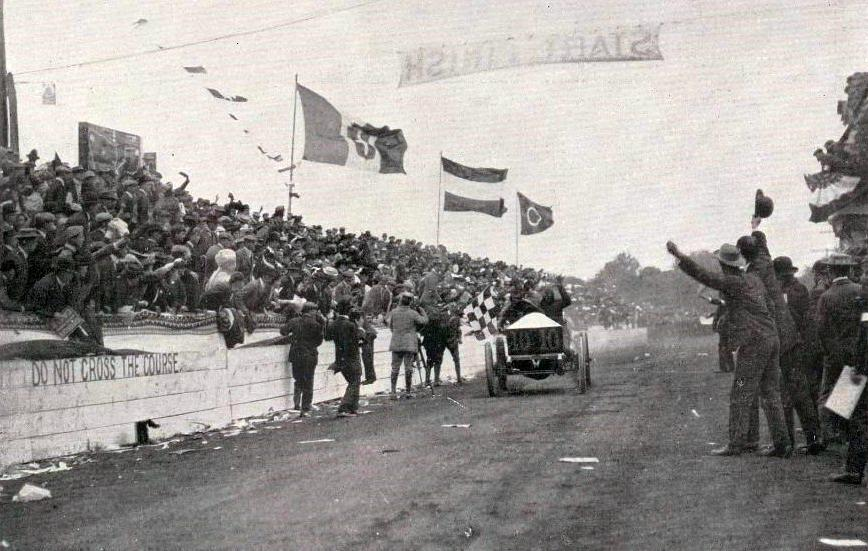
Der Sieger Louis Wagner bei der Zieldurchfahrt.

#### Vanderbilt Cup – Long Island
| Platz | Fahrer          | Team              | Zeit          |
| ----- | --------------- | ----------------- | ------------- |
| 1     | Louis Wagner    | Darracq           | 4:50.10,0 h   |
| 2     | Vincenzo Lancia | Fiat              | + 03.18,0 min |
| 3     | Arthur Duray    | Lorraine-Dietrich | + 03.34,0 min |

Am 6. Oktober 1906 fand zum dritten Mal das Einladungsrennen um den Vanderbilt Cup des US-amerikanischen Industriellen William Kissam Vanderbilt II auf Long Island statt.
Es brachte den ersten großen Sieg von Louis Wagner, der einer der Stars der französischen Vorkriegsära wurde.